# Vela ai Giochi della XXXII Olimpiade - RS:X femminile
Le gare di vela della Classe RS:X femminile valide per la XXXII Olimpiade si sono svolte dal 25 al 31 luglio 2021 presso l'isola di Enoshima. Hanno partecipato alla competizione 27 atlete.
La gara è stata vinta dalla cinese Lu Yunxiu

## Le gare
I punti sono stati assegnati in base alle posizioni finali in ciascuna regata (1 al primo, 2 al secondo etc.). Sono stati considerati i migliori 11 punteggi delle dodici regate di qualificazione, e ciascun'atleta ha potuto scartare il punteggio più alto. Le 10 atlete con il punteggio più basso hanno gareggiato in un'ultima regata, chiamata "Medal Race" in cui il punteggio valeva doppio e andava a sommarsi a quello delle 11 regate di qualificazione.
In caso di squalifica, o di mancata partenza per una regata, all'atleta venivano assegnati 28 punti per quella regata (21 nell'ultima) ovvero uno in più di quanti ne avrebbe avuto se si fosse classificata ultima.

## Calendario
Tutti gli orari sono Japan Standard Time (UTC+9)
| Data                      | Ora   | Turno            |
| ------------------------- | ----- | ---------------- |
| Domenica, 25 luglio 2021  | 15:05 | Race 1, 2 e 3    |
| Lunedì, 26 luglio 2021    | 12:05 | Race 4, 5 e 6    |
| Mercoledì, 28 luglio 2021 | 12:15 | Race 7, 8 e 9    |
| Giovedì, 29 luglio 2021   | 13:05 | Race 10, 11 e 12 |
| Sabato, 31 luglio 2021    | 14:33 | Medal Race       |

## Risultati
| Pos. | Atleta                       | Race | Race | Race | Race   | Race   | Race | Race | Race | Race   | Race | Race   | Race | Race | Punti | Punti |
| Pos. | Atleta                       | 1    | 2    | 3    | 4      | 5      | 6    | 7    | 8    | 9      | 10   | 11     | 12   | M    | Tot   | Net   |
| ---- | ---------------------------- | ---- | ---- | ---- | ------ | ------ | ---- | ---- | ---- | ------ | ---- | ------ | ---- | ---- | ----- | ----- |
|      | Lu Yunxiu                    | 2    | 9    | 25   | 2      | 2      | 1    | 4    | 2    | 1      | 2    | 3      | 2    | 6    | 61    | 36    |
|      | Charline Picon               | 1    | 6    | 2    | 9      | 1      | 4    | 2    | 3    | 6      | 3    | 2      | 6    | 2    | 47    | 38    |
|      | Emma Wilson                  | 5    | 2    | 6    | 1      | 4      | 2    | 1    | 1    | 28 UFD | 6    | 1      | 5    | 4    | 66    | 38    |
| 4    | Marta Maggetti               | 6    | 3    | 3    | 13     | 6      | 7    | 5    | 6    | 3      | 5    | 6      | 8    | 8    | 79    | 66    |
| 5    | Lilian de Geus               | 8    | 11   | 1    | 8      | 3      | 11   | 3    | 4    | 4      | 9    | 5      | 4    | 12   | 83    | 72    |
| 6    | Katy Spychakov               | 3    | 5    | 9    | 7      | 10     | 3    | 13   | 13   | 9      | 1    | 4      | 1    | 20   | 98    | 85    |
| 7    | Laerke Buhl-Hansen           | 9    | 4    | 8    | 4      | 9      | 8    | 6    | 5    | 5      | 8    | 9      | 9    | 18   | 102   | 93    |
| 8    | Chan Hei Man                 | 12   | 8    | 13   | 5      | 7      | 6    | 8    | 14   | 7      | 4    | 8      | 3    | 14   | 109   | 95    |
| 9    | Zofia Noceti Klepacka        | 4    | 1    | 14   | 16     | 16     | 9    | 7    | 8    | 2      | 11   | 7      | 7    | 10   | 112   | 96    |
| 10   | Patricia Freitas             | 13   | 14   | 4    | 11     | 12     | 10   | 9    | 7    | 19     | 10   | 15     | 12   | 16   | 152   | 133   |
| 11   | Blanca Manchon               | 7    | 7    | 12   | 14     | 13     | 16   | 14   | 9    | 14     | 14   | 10     | 10   | -    | 140   | 124   |
| 12   | Yuki Sunaga                  | 17   | 24   | 11   | 3      | 5      | 12   | 11   | 22   | 10     | 7    | 14     | 17   | -    | 153   | 129   |
| 13   | Maria Belen Bazo German      | 14   | 13   | 17   | 15     | 8      | 5    | 12   | 12   | 11     | 15   | 11     | 14   | -    | 147   | 130   |
| 14   | Tuuli Petaejae-Siren         | 11   | 15   | 18   | 6      | 11     | 13   | 10   | 11   | 12     | 22   | 12     | 11   | -    | 152   | 130   |
| 15   | Farrah Hall                  | 21   | 21   | 7    | 12     | 18     | 18   | 16   | 15   | 8      | 16   | 16     | 16   | -    | 184   | 163   |
| 16   | Ingrid Puusta                | 15   | 12   | 16   | 10     | 14     | 17   | 17   | 17   | 17     | 18   | 13     | 18   | -    | 184   | 166   |
| 17   | Siripon Kaewduang-Ngam       | 10   | 20   | 10   | 17     | 19     | 14   | 21   | 16   | 15     | 17   | 18     | 15   | -    | 192   | 171   |
| 18   | Demita Vega                  | 26   | 16   | 15   | 22     | 22     | 19   | 19   | 10   | 20     | 13   | 28 UFD | 13   | -    | 223   | 195   |
| 19   | Aikaterini Divari            | 19   | 19   | 19   | 20     | 20     | 23   | 15   | 18   | 13     | 19   | 19     | 23   | -    | 227   | 204   |
| 20   | Maria Celia Tejerina Mackern | 20   | 18   | 21   | 18     | 15     | 21   | 18   | 21   | 16     | 24   | 17     | 22   | -    | 231   | 207   |
| 21   | Natasa Lappa                 | 24   | 25   | 26   | 19     | 17     | 22   | 20   | 20   | 18     | 12   | 22     | 19   | -    | 244   | 218   |
| 22   | Anna Khvorikova              | 18   | 10   | 5    | 26     | 23     | 24   | 25   | 25   | 25     | 20   | 23     | 26   | -    | 250   | 224   |
| 23   | Nikola Girke                 | 25   | 23   | 22   | 24     | 21     | 20   | 23   | 23   | 22     | 25   | 21     | 20   | -    | 269   | 244   |
| 24   | Dilara Uralp                 | 16   | 22   | 23   | 23     | 24     | 25   | 22   | 24   | 21     | 21   | 25     | 24   | -    | 270   | 245   |
| 25   | Sara Cholnoky                | 27   | 27   | 27   | 21     | 25     | 15   | 24   | 19   | 24     | 23   | 20     | 21   | -    | 273   | 246   |
| 26   | Amanda Ng Ling Kai           | 22   | 17   | 20   | 25     | 26     | 27   | 26   | 26   | 23     | 26   | 24     | 25   | -    | 287   | 260   |
| 27   | Nadjet Berrichi              | 23   | 26   | 24   | 28 DNF | 28 DNF | 26   | 27   | 27   | 28 DNF | 27   | 26     | 27   | -    | 317   | 289   |